# Bassiano Carminati
Pour les articles homonymes, voir Carminati.
Bassiano Carminati, né en 1750 à Lodi et mort le 8 janvier 1830 à Milan, est un médecin italien.

## Biographie
Bassiano Carminati naît en 1750 à Lodi. Il est issu d'une famille noble. Il exerce la médecine dans sa ville natale lorsqu'il publie son premier ouvrage, intitulé De animalium ex mephitibus et noxiis alitibus interitu ejusque propioribus causis (1777). Ce livre attire sur lui l'attention et le fait nommer professeur à l'université de Pavie, et plus tard médecin en chef de l'hôpital. Parmi ses publications ultérieures, nous citerons Animadversiones in principia theoriæ Brunonianæ (1793), où il s'élève contre la doctrine de Brown et le plus important de ses ouvrages, Hygiene, therapeulica etmateria medica (1813, 2 vol. iu-4°), dont il paraît des traductions en italien et en allemand. Bassiano Carminati meurt le 8 janvier 1830 à Milan.